# 粉菊花
粉菊花（1900年—1994年），京劇女演員，工旦行，原姓孫。
早年在上海江浙一帶的南派（海派）京戲（外江戲）戲班學習京劇表演藝術，善武旦、刀馬旦。
1949年到英屬香港，在港開辦京劇科班春秋戲劇學校，許多小朋友從小跟她學武功。1990年從英屬香港回歸廣州，1994年病逝。

## 个人简介
1910年后期，芬加入贡剧院，与小杨岳楼和周欣芳同台演出。她还与天妵剧团合作，与盖娇天合作演出。

## 影響
不少電影演藝人員和粵劇伶人曾拜粉菊花為師。門下弟子基本上包括：
全女班到1962年有陳好逑、鳳凰女、筱菊紅、張露露、陳寶珠、蕭芳芳、馮寶寶、沈芝華、沈月華等徒弟、學生。
1962年後男女生
林正英、錢月笙、董瑋、尊龍、惠天賜、孟海、楊盼盼、小猴等。
她的科班與于占元的元字科班培養了一眾香港武打電影人才。